# Valentin Kraus
Valentin Kraus, Ordensname Fr. Maurus Kraus OSB (* 23. August 1873 in Mühlhausen; † 23. August 1941 in Würzburg) war ein deutscher Bildhauer, Professor der bildenden Kunst und ab 1932 Benediktiner.
Kraus verschrieb sich der Christlichen Kunst. Er arbeitete meist mit Holz und Stein, aber auch mit Keramik, Bronze oder Gips.

## Jugend- und Lehrjahre
Valentin Kraus wurde im kleinen Dorf Mühlhausen bei Bergtheim, nördlich von Würzburg, am 23. August 1873 als schlichter Leute Kind geboren.
Mit 13 Jahren (1886/87) begann Kraus eine Ausbildung an der Holzschnitzerschule in Bischofsheim a.d. Rhön (heute: Staatliche Berufsfachschule für Holzbildhauer). Nach seiner Gesellenprüfung begab er sich auf Wanderschaft und arbeitete in verschiedenen Kunstwerkstätten in Bad Kissingen, Marburg, Frankfurt und Würzburg. Hierbei wird Kraus als Schüler des Würzburger Bildhauers Arthur Schleglmünig (1863–1956) genannt.
1897 führte ihn sein Weg an die Akademie der Bildenden Künste München. An vielen seiner späteren Werke ist klar erkennbar, dass Kraus ein Schüler von Balthasar Schmitt (1858–1942) war, der u. a. den Hochaltar für St. Benno (München) schuf. Sein Bildhauerstudium schloss er 1905 ab, blieb aber noch bis 1920 immatrikuliert.

## Freie Künstlerjahre
Sein wohl erstes Atelier, wo er 1906 mit Adresse erscheint, befand sich in der Theresienstraße 74, Gartengebäude 0 in München. Kraus bezog auch eine Wohnung in der Schleißheimer Straße 74, 3. Stock.
Kraus war Mitglied der Münchner Künstlergenossenschaft und stellte in diesem Rahmen regelmäßig u. a. in der Münchner Kunstausstellung im Glaspalast aus. Im Jahr 1925 wurde Valentin Kraus mit dem Professortitel ausgezeichnet.
- 1904: Unsere Erlösung, prämierte Abschlussarbeit; neu erfundene Passionsdarstellung eines Christus, der zusammengesunken auf seinem eigenen Kreuz sitzt.[6] Die lebensgroße Marmorskulptur wurde 1905 durch den bayerischen Staat angekauft.[7] Es handelt sich um die Skulptur unter den Namen: Die letzte Rast Christi, die sich heute in der Würzburger Albertokirche befindet. Ein Erlass des Prinzregenten Luitpold vom 11. November 1908 bestätigt eine Versetzung aus der Würzburger Schottenkirche.[8]
- 1905: Entwurf Segen; für den Hochaltar in kath. Pfarrkirche in Stadtsteinach; 2ter Preis.[9]
- 1906: Epitaph für den verstorbenen Bamberger Erzbischof Joseph von Schork (1829–1905); dreigliedrig mit mittigem Porträt im Halbprofil; Untersberger Marmor; Bamberger Dom (Abb. in: Lill 1924, 137; 144).
- 1908: Statue des hl. Jakobus des Älteren; stehender Pilger mit breitkrempigen Hut, Stab und Buch; hinzu Statue der Muttergottes; thronende Maria mit Kind im frontalen Blick. Beide Figuren aus Kelheimer Kalkstein; gefertigt für die wiedergeweihte Würzburger Schottenkirche (Abb. in: Lill 1924, 138-9; 141).
- 1908: Kleinplastik Willkommengruß; junger Mann im Gehrock und Biedermeierstrauß, verweilt in leicht gebeugten Haltung der Verehrung; Majolika; Ausgestellt in der: Münchener Jahresausstellung im Glaspalast 1908.[10] und in der Großen Berliner Kunstausstellung 1909.[11]
- 1909: Zentralbild Kreuzigungsaltar; neugotisch in Art um 1500: der Gekreuzigte mit wehenden Lendentuch; zu beiden Seiten kniet einfaches Volk in niederbayerischer Tracht aus der Entstehungszeit; Holz; ausgestellt auf der Großen Kunstausstellung Düsseldorf 1909;[12] heute linker Seitenaltar der Pfarrkirche St. Benedikt (Postmünster).
- 1913: Kriegerdenkmal hl. Georg in Laufen an der Salzach, es zeigt den Drachentöter zu Pferd, die beflaggte Lanze ruht auf der Schulter und mit seligem Blick betet er gegen Himmel; gestiftet 1911 von dem Freilassinger Fabrikanten Georg Wrede für die Gefallenen des Krieges 1870/71,[13] aufgestellt 1913, Anlage erweitert 1926.
- 1914: Brunnendenkmal hl. Rupert am Unteren Stadtplatz in Laufen an der Salzach,[14] wuchtiger Bischof mit schwerem Gewand in Segensgestus; Denkmal für die 100-jährige Zugehörigkeit Laufens zu Bayern 1810.
- 1920: rechter Seitenaltar Herz-Jesu-Altar der kath. Pfarrkirche St. Peter und Paul in Rimpar (Lkr. Würzburg); neugotisch, farbig gefasst; thronender Christus mit flammenden Herz auf der Brust, die Wundmale zeigend; zu beiden Seiten betende Landleute in fränkischer Tracht; Holz; Altarstiftung 1918 durch die Rimparer Familie des Christian Baumeister.[15]
- 1921: Kriegerdenkmal hl. Laurentius in der Kirchgasse 12, Unterpleichfeld; lebensgroße Figur auf Podest, welches auf einem Sarkophag steht; sorgenvoll blickenden Priesters mit Rost, Lilien ans Herz haltend; Stein; Denkmal für die Gefallenen des 1. Weltkrieges (Lill 1924, 142, 147).[16]
- ca. 1923: betender Arbeiter, sogenanntes Oppauer Kreuz; vor einer Stele mit Tatzenkreuz-Spitze, steht ein einfacher Arbeiter, mager, betend, den Blick gesenkt; Denkmal für Opfer der Explosion des Oppauer Stickstoffwerkes der BASF 1921; auf dem Friedhof in Rimpar.[17]
- 1924: St. Martin-Kriegerdenkmal in Burggrumbach; ritterliche Figur in Rüstung zu Pferd und modernem Stahlhelm reicht seinen Mantel; Stein; Einweihung 20. Juli 1924.[18]
- 1926/27: Kreuzwegstationen aus (Majolika); geschaffen wohl zusammen mit Georg Kemper; bunt glasierte Tafeln; ausgestellt 1927 in der Galerie für christlichen Kunst München;[19] im 1926 erbauten Umgang der Altöttinger Loretto-Kapelle, Kirche St. Nikolai am Gasteig, München-Haidhausen.
- 1930: Christus König; archaische Figur im Viernageltypus, durchsichtiges Gewand, dargestellt als älterer Mann; Bronze; Ausstellung 1930 im Münchner Glaspalast;[20] heute ein Teil der Kreuzigungsgruppe am Hochaltar von St. Otto in Bamberg.[21]
- 1931: Grabmal Alexander Rave; bemalter Gips; Münchner Kunstausstellung 1931; hinzu wurde ein Madonnenhalbfigürchen aus Bronze gezeigt.[22] Umsetzung des Rave-Familiengrab auf Friedhof Hamburg-Ohlsdorf;[23] sitzender Mann mit Hut, Gehstock und aufgeschlagenen Buch, ein Adler blickt über seine rechte Schulter; gemeinhin soll es den 1933(!) verstorbenen Marinemaler Christopher Rave zeigen.

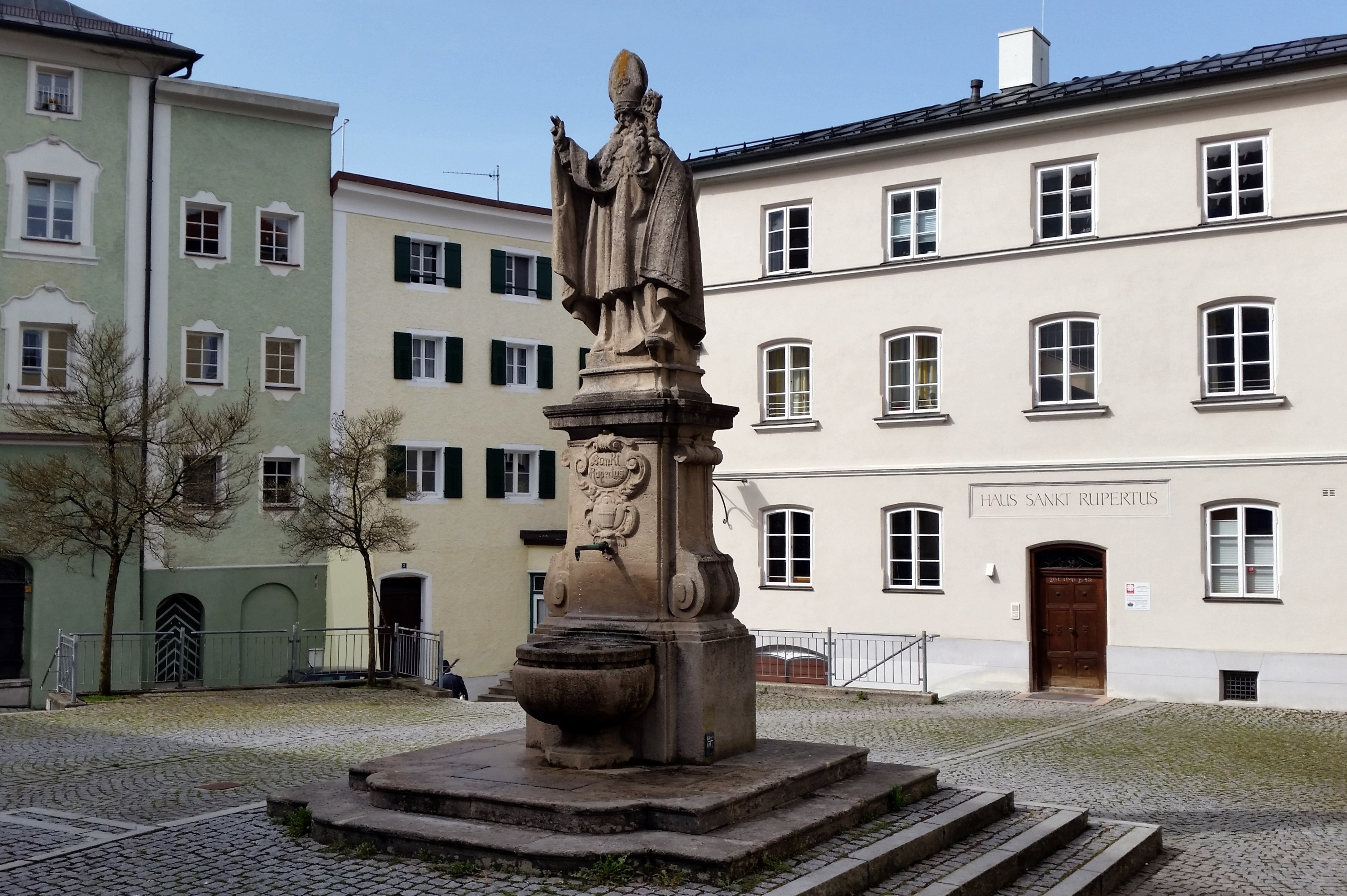
Brunnendenkmal hl. Rupert, Laufen
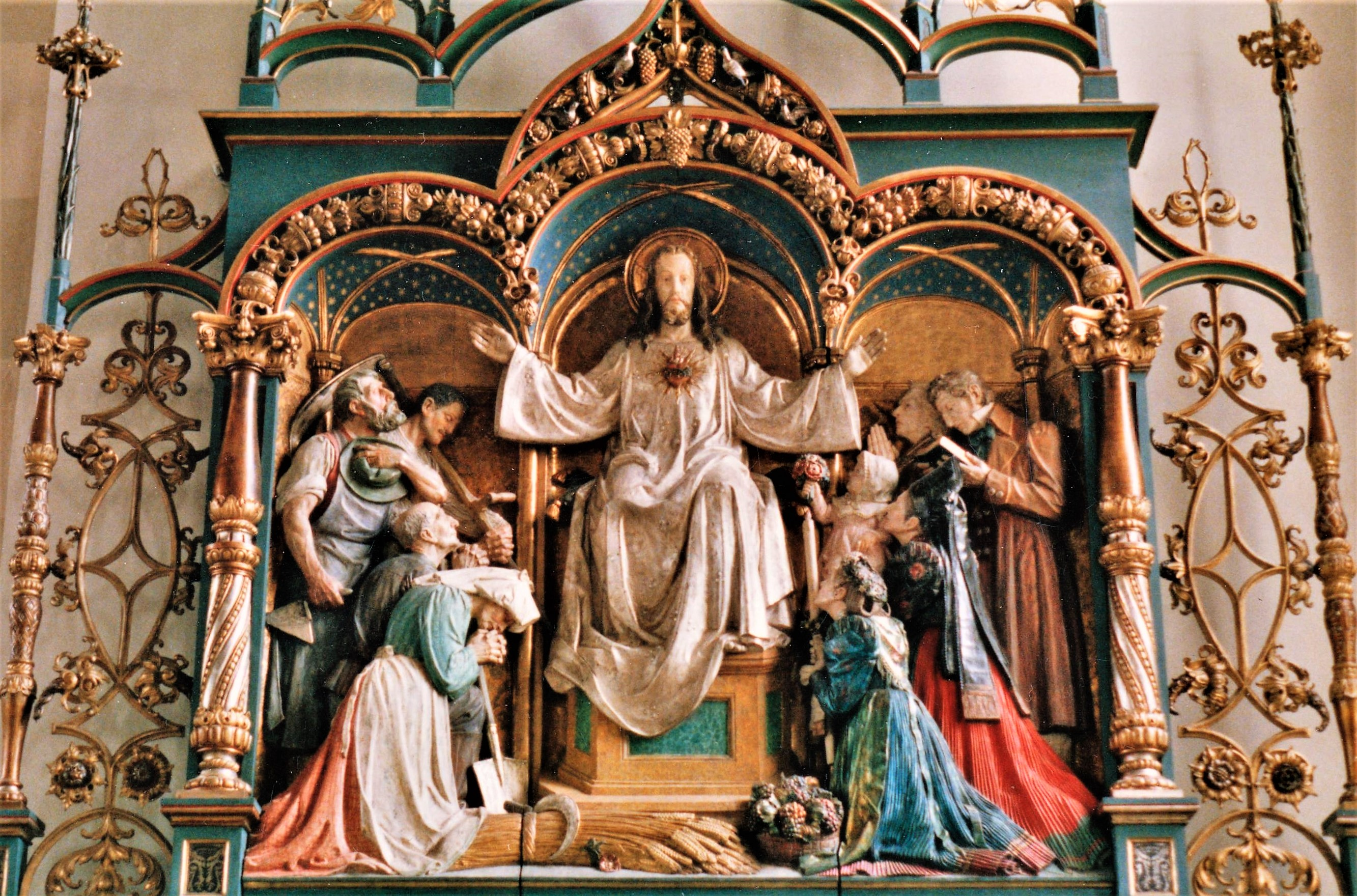
Altar in St. Peter und Paul, Rimpar
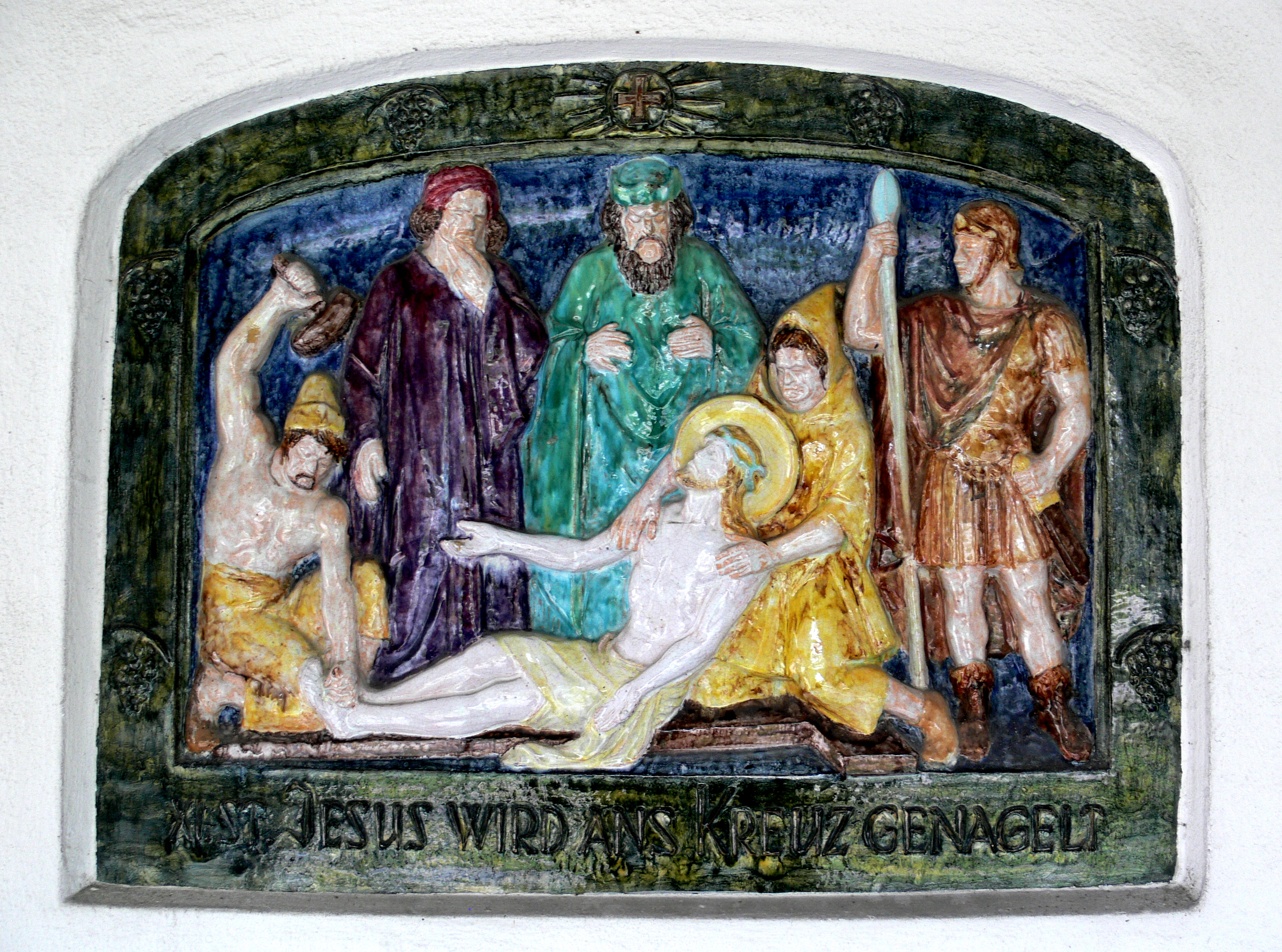
Kreuzweg-Station, St. Nikolai am Gasteig
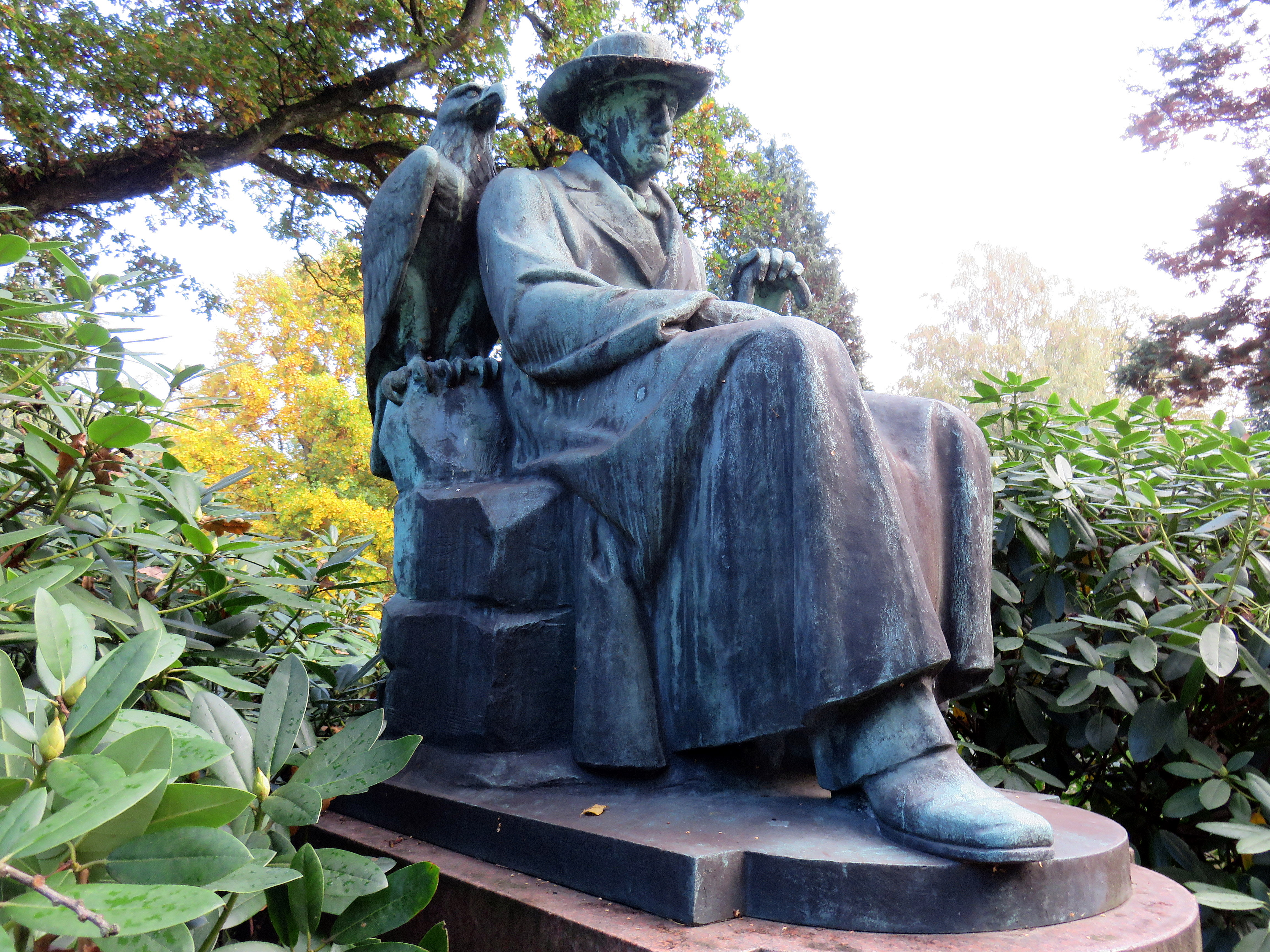
Grabmal Alexander Rave, Friedhof Hamburg-Ohlsdorf
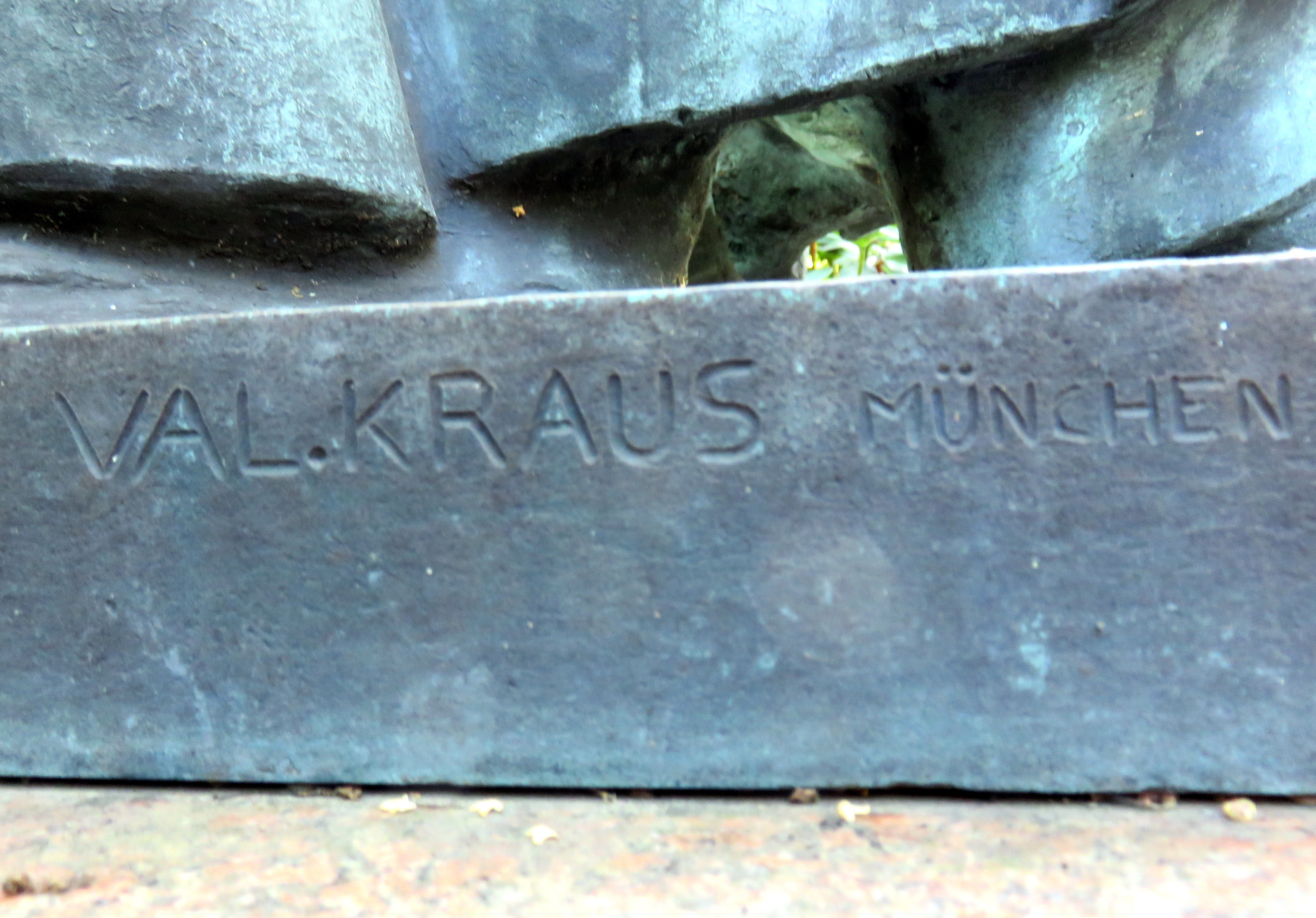
Signatur von Valentin Kraus am Grabmal Rave

## Ordensjahre
Um 1931 trat Valentin Kraus als Oblate in die Benediktiner-Abtei Münsterschwarzach ein und übernahm dort die Leitung der Bildhauerschule St. Bernhard. Spätestens 1932 bei seiner Ewigen Profess nahm er den Namen Maurus an.
Zwischen 1935 und 1938 wurde die Abteikirche Münsterschwarzach unter dem Architekten Albert Boßlet (1880–1957) neu erbaut. In der klösterlichen Werkstatt schuf man u. a. den steinernen Altar und ein lebensgroßes Kreuz an der zentralen Chorwand. Letzteres trägt eindeutig seine Handschrift. Die Ähnlichkeit mit den Figuren des hl. Benedikt von Nursia und dessen Schwester, der hl. Scholastika, an der Seitenaltären sowie den vier Evangelisten an der Fassade ist auffällig.
Sein Heimatkloster Münsterschwarzach wurde 1941 von den Nationalsozialisten aufgelöst und die Mönche vertrieben. Der bereits erkrankte Frater Maurus wurde in das Würzburger Juliusspital gebracht. Dort starb er an seinem 68. Geburtstag.